# Vallromanes
Vallromanes – gmina w Hiszpanii, w prowincji Barcelona, w Katalonii, o powierzchni 10,61 km². W 2011 roku gmina liczyła 2480 mieszkańców.
W okolicy klubu golfowego Vallromanes i okolic znajduje się kilka zamkniętych społeczności.